# 瀬尾妙実
瀬尾 妙実（せお たえみ、別名：金 妙実、英語：Kim Myo Shil、1965年 - ）は、日本の元フィギュアスケート選手（女子シングル）。東京都出身。在日朝鮮人。1979年世界選手権北朝鮮代表。

## 経歴
3歳の時からスケートを始める。佐野稔と同様、都築章一郎の門下生であった。
1975年、全日本ジュニア選手権で優勝を果たす。1978年、全日本フリー選手権で渡部絵美に次いで2位に入る。
1979年には世界選手権に北朝鮮代表として初出場し27位に終わる。また1979年のNHK杯でも北朝鮮代表として出場し7位となる。在日朝鮮人である事から、選手時代は金妙実（Kim Myo Shil）という名で国際大会に出場していた。
当時珍しかったトリプルジャンプを得意とし、サルコウジャンプとトウループジャンプの二種類の3回転ジャンプの成功率は100％を誇った。それだけに、基礎技術や表現面を磨く前に現役引退するという瀬尾の意向を関係者が惜しんだ。
引退後はJFSIAに所属し、1983年に新松戸スケートリンクのインストラクター、1991年からはシチズンアイススケートリンク専属インストラクターを務める。
2016年の朝日放送創立65周年記念スペシャルドラマ『氷の轍』では、スケート指導を行っている。

## 主な戦績
| 大会/年              | 1975-76 | 1976-77 | 1977-78 | 1978-79 | 1979-80 |
| -------------------- | ------- | ------- | ------- | ------- | ------- |
| 世界選手権           |         |         |         | 27      |         |
| 全日本ジュニア選手権 | 1       |         |         |         |         |
| 全日本フリー選手権   |         |         |         | 2       |         |
| NHK杯                |         |         |         |         | 7       |